# Leprechaun Returns
Leprechaun Returns es una película televisiva del género de terror cómico, dirigida por Steven Kostanski y estrenada en 2018 por el canal Syfy. Es una secuela directa   de la película original Leprechaun de 1993 y un semi reinicio de la franquicia. La historia gira en torno a Lila Redding (Taylor Spreitler), que es la hija de Tory Redding (interpretada en la película original por Jennifer Aniston), que se encuentra con el duende maldito que regresó 25 años después de que lograse revivir del pozo al que lo habían condenado Tory, Nathan, Alex y Ozzie. Ahora ella y sus amigas de una fraternidad de la universidad deberán derrotarlo una vez más. Warwick Davis decidió no regresar como El Duende, por lo que Linden Porco asumió el papel en esta película. Pero Mark Holton regresó para interpretar a Ozzie.

## Argumento
La película empieza con un flashback de la primera película, cuando Alex le dispara el trébol de cuatro hojas en la boca del duende y este cae en el pozo. Veinticinco años después, en 2018, conocemos a Lila Redding, una universitaria de Larimore que está dentro de un proyecto para convertir la casa vieja de los O'Grady en una casa ecológica. A su llegada a California se encuentra con un maduro y viejo Ozzie, quien la reconoce como la hija de su vieja amiga Tory y la lleva a la casa. Durante el camino Lila le dice a Ozzie que Tory falleció hace un año. Cuando llegan a la casa, Ozzie le dice a Lila que "si nada está bien, que busque en el sótano" y se va.
Lila se encuentra con Katie y Rose, la líder de la fraternidad Alpha Upsilon, que lleva algún tiempo restaurando la casa con paneles solares y agua natural desde que Lila ofreció la casa a la universidad para el proyecto. Ahí son presentados la antipática Meredith, la paisajista;  Andy, el exnovio de Katie; y Matt, el fotógrafo. Ozzie regresa a la casa vieja porque había olvidado su teléfono en el lugar, pero escucha unas extrañas risas que emanan del pozo: nervioso por averiguar qué pasa es salpicado por "agua de color verde", es el duende quien usó su magia aprovechando la última moneda de oro (la cual Ozzie tenía en el estómago) como conducto para revivir, asesinando a Ozzie en el proceso y se empeña en su única misión: encontrar su oro. 
Lila revela que su madre, Tory, era sobreprotectora con ella y utilizaba objetos santos para que "los monstruos no las atraparan", hasta que un día enfermó de cáncer y ella tuvo que cuidarla. A la mañana siguiente, Lila y Matt están trabajando en el granero, donde el duende maldito los está espiando e intenta matarlos, pero falla debido a que no tiene suficiente magia tras mucho tiempo sin usarla. Katie logra restaurar la electricidad mientras el duende asesina al cartero de la comunidad, recuperando parte de sus poderes. Al llegar la noche, los universitarios están escuchando música pero esta se cambia repentinamente a una música folclórica irlandesa, por lo que Lila se va a dormir y se encuentra por primera vez con el duende, quien la reconoce como la hija de Tory y revela que pudo revivir debido a que "si dejas algo del duende intacto, no lo has matado completamente". Entonces él intenta quitarle una moneda de oro que Lila tiene en el cuello como collar, pero es herido con la moneda porque su madre pintó de dorado una moneda de hierro para protegerla, y el duende se escapa de la habitación mientras la energía falla.
Lila trata de convencer a Matt y Rose de encontrar al duende, pero este se encuentra con Meredith y ambos hacen un trato de entregar a Lila para que la deje vivir. Después del engaño, Meredith les muestra evidencia de que el duende existe y todos lo buscan tanto adentro como afuera de la casa y logran localizarlo gracias al dron de Matt. El duende se encuentra con Andy y lo asesina delante de todos y deciden buscar a Rose dentro de la casa. Al encontrarla Meredith, engaña a Lila encerrándola en el sótano y se va con los demás chicos que planean irse lejos. En el sótano, Lila se reencuentra con Ozzie, ahora siendo un fantasma que le da un mapa de la ubicación del oro para que el duende se vaya. Mientras tanto, el duende intimida a los demás chicos por medio del dron de Matt, haciendo que el auto se estrelle y Meredith, al separarse del grupo, es asesinada por el duende. Matt se ofrece para distraer al duende pero muere a manos de él, mientras las demás regresan a la casa para buscar a Lila quien se reencuentra con ellas en el campo y le dice a Rose y Katie que deben buscar el oro para detenerlo.
Las chicas llegan a la ubicación del oro, pero Rose les dice que había encontrado el oro antes y parte del mismo lo canjeó por dinero para la luz solar y la restauración de la casa, por lo que las chicas deciden trazar un plan para derrotarlo y usar el oro en su contra. Dentro de la casa, Lila le da al duende su olla de oro pero este nota que está incompleta, por lo que Rose y Katie lo atacan con hierro, su debilidad y por medio de una manguera conectada a jugo de trébol inflan al duende, explotandolo. El duende de alguna forma regresa reconstruyéndose, matando a Rose, pero Katie y Lila terminan matando al duende electrocutándolo con lo último que quedaba de energía de la casa, haciendo que ésta explote con todo y el duende.
Al día siguiente, nos encontramos con el duende pidiendo stop con un criador de gallinas, dirigiéndose a un lugar incierto, revelando que no puede morir.

## Reparto
- Linden Porco como el Duende Maldito. Después de 25 años de haber sido desterrado en el pozo regresa mediante la última moneda de oro del estómago de Ozzie y deberá encontrar todo su oro para estar al cien por ciento de sus poderes.
- Taylor Spreitler como Lila Reding. La hija de Tory Reding, que vivió sobreprotegida por su madre durante mucho tiempo para cuidarla de todos los males y demonios pero al final ella terminó cuidando a Tory desde que enfermó de cáncer,
- Sai Bennett como Rose. La líder de la fraternidad Alpha Upsilon, una fuerte activista adinerada que trata de mantener unidas a sus compañeras.
- Pepi Sonuga como Katie. La primera amiga de Lila, que intenta olvidar a su exnovio

- Oliver Llewellyn Jenkins como Matt, el fotógrafo del grupo, que está enamorado de Lila.

- Ben McGregor como Andy. El exnovio rudo de Katie.
- Emily Reid como Meredith. La antipática y alcohólica del grupo, que está en la fraternidad por conveniencia.

- Mark Holton como Ozzie. Como un maduro hombre preparado para enfrentar al duende si este regresa.

- Heather McDonald como Tory Reding (voz). La madre de Lila que murió un año atrás.

## Producción
Después del medio éxito que recibió Leprechaun: Back 2 tha Hood, desde el año 2008 hasta hoy en día, el director Darren Lynn Bousman (Saw III) ha estado interesado en contar su propia versión del Duende Maldito e, incluso, colocarlo en una trama western protagonizada de nuevo por Warwick Davis, aunque nunca le han cedido los derechos, Trimark (ahora propiedad de Lionsgate) en colaboración con Syfy decidieron conmemorar el 25 aniversario de la saga en 2019 de forma sorpresiva, lanzando un teaser el 17 de marzo de 2018 justo en el día de San Patricio. La idea surgió a finales del año 2017 bajo el título provisional de Leprechaun 8 y el rodaje duró un trimestre desde el comienzo del tráiler. Mark Jones, el creador del personaje, estuvo involucrado en parte con el guion y la producción pero se retiró por problemas salariales, aunque muchos elementos de su guion siguieron presentes en la película. Finalmente, el film fue estrenado por transmisión en el canal Syfy el 11 de diciembre de 2018 al igual que su venta en plataforma digital y ventas de DVD y Blu ray.
La idea original era reunir a los actores de la saga original, incluyendo a Warwick Davis, quien se negó a participar en ella porque tomó la decisión consciente de alejarse del horror temporalmente después de que su hijo menor naciera en 2003 durante el estreno de Leprechaun: Back 2 tha Hood: tener hijos cambió un poco su perspectiva de actuar en el género y sentía que aún no era el momento adecuado para regresar, pero dijo que probablemente volvería a actuar en películas de miedo cuando su hijo menor tenga 21 años. Por otro lado, Jennifer Aniston felicitó a Lionsgate y Syfy por el aniversario y por revivir la saga en que debutó.

## Futuro
The Hollywood Reporter informó el día 9 de junio de 2023, que se resucitará la saga de Leprechuan con una nueva película que será dirigida por el autor colombiano de terror Felipe Vargas. Erin Westerman, la productora y presidenta de Motion Picture Group de Lionsgate dijo: "Estamos entusiasmados con la visión de Felipe para la película como director. En sus manos, está película debería ser muy aterradora y muy divertida."

## Cronología
A pesar de que la película es una secuela directa del Leprechaun original, esta nueva segunda parte contiene elementos y referencias de las posteriores películas. Una de ellas es la debilidad de Lubdan ante el hierro que se nos presentó en Leprechaun 2 y su obsesión por limpiar zapatos que se perdió en la segunda parte de 1994. Nos muestran también que Tory Reding quedó completamente horrorizada después del incidente, sobreprotegiendo a su hija Lila a diferencia de Ozzie, que tras el enfrentamiento dejó su inocencia y creció, preparándose para cuando regrese. Por su parte, el duende maldito tiene heterocromía porque en la película de 1993 Tory le clavó la macana en el ojo derecho y Lubdan tomó un ojo de repuesto de color café de uno de los policías a los que mató y sobre todo, este luce más arrugado, con cabello largo, ycanoso porque los años en las que estuvo dormido en el poso y con piel chamuscada debido a que el trébol de cuatro hojas lo quemó por dentro y sobre todo explica el cambio de su vestimenta, es porque cuando revivió «puede renacer en la forma que quiera». Pero sobre todo la vestimenta de Lubdan en esta película esta fuertemente inspirada en la que se vio en Leprechaun in the Hood.

### Simbolismos
Esta secuela sirve también para resolver los problemas cronológicos que se generaron a partir de Leprechaun 2, en especial cuando al final de la primera película Lubdan «maldice el pozo para algún día regresar»: la secuela se centra únicamente en eso y además en esta película el duende muere igual que en la mayoría de las anteriores, debido a una explosión.
El nombre de la fraternidad de las chicas es Alpha Upsilon, que abreviado como AU, es oro en la tabla periódica de los elementos químicos. 
Todas las películas tienen un telón de fondo, que en Leprechaun (1993) es la adaptación a los cambios. Leprechaun 2 se centra en el día de San Patricio, Leprechaun 3 en la avaricia y las apuestas, donde el duende se siente muy cómodo, Leprechaun 4 en la ciencia ficción, y la saga In the Hood se inspira en la música y las guerras de pandillas. Leprechaun Returns tiene como arco principal la ecología y el medio ambiente y se consideró titularla Leprechaun: Enemy renovable, con "enemigo renovable" parodiando el concepto de "energía renovable".